# カタリナ・ルター
カタリナ・ルター（Katharina (Katherine) Luther, 旧姓：カタリナ・フォン・ボラ/Katharina von Bora, 1499年1月29日 - 1552年12月20日）は、修道女、宗教改革者のマルティン・ルターの妻。

## 生涯
小さな貴族の家柄に生まれたカタリーナは、幼少期に親を失い女子修道院に預けられ、ヴィッテンベルクから100キロほど離れたニンブシェンという街でシトー会の修道女となった。
当時の修道院ではカトリックの修道制度を批判するマルティン・ルターの著作が密かに読まれており、ルターが語る信仰に感銘を受けたカタリナを含む9人の修道女たちは、1523年の復活祭の直前に、ルターと交流のあった出入り商人の手を借りニシンの塩漬けの空樽に身を潜めて脱出した。その時カタリナは26歳であった。
復活祭の直後に脱出した修道女たちはヴィッテンベルクのルターを訪れ、彼の世話もあって一般民衆として結婚し家庭に入っていった。そこで一人残されたカタリナは1525年6月に当時41歳であったルターと結婚した。なお、一生涯の独身を請願したはずである修道士や修道女の結婚はカトリック教会において大罪である。
夫との間には三男三女（ヨハネス、エリーザベト〈生後8か月で死去〉、マグダレーナ〈13歳で死去〉、マルティン、パウル、マルガレーテ）をもうけた。家庭は円満で、一家は以前ルターが暮らしており1524年に贈与されたアウグスチノ修道院の建物に住んだ。修道院の空き部屋を学生や客に貸したり、ビールを醸造したりすることで家計を支えていた。
夫の死後、ペストの流行から逃れるためにトルガウへと馬車で向かっている途中に事故に遭い、骨盤を骨折し、それが元で1552年12月20日にトルガウで死去。
カタリナは結婚し夫の助け手としてルターに従った夫人であり、宗教改革の家庭観において重要な人物である。プロテスタントは聖書に根拠がないとして聖職者の独身制を否定し、そのため教役者は結婚するようになったが、カトリック教会側はこれを非難した。ルターは教皇の神学者らに対し、結婚して満ち足り、子供が与えられて幸せだと反論した